# دوني ماكلويد
دوني ماكلويد (بالإنجليزية: Donny MacLeod)‏ هو مقدم تلفزيوني بريطاني، ولد في 1 يوليو 1932 في Stornoway ‏ في المملكة المتحدة، وتوفي في 6 سبتمبر 1984.

## وصلات خارجية
- دوني ماكلويد على موقع IMDb (الإنجليزية)
- دوني ماكلويد على موقع ميوزك برينز (الإنجليزية)